# Eloy Fernández Porta
Eloy Fernández Porta és Doctor en Humanitats per la Universitat Pompeu Fabra i professor d'art contemporani al Programa d'Estudis Hispànics i Europeus de la UPF i a la Barcelona School of Management. Ha publicat dos volums de relats, l'antologia Golpes (amb Vicente Muñoz Álvarez) i, a l'editorial Anagrama, els assaigs Afterpop, Homo Sampler, €®O$ (Premio Anagrama) i Emociónese así (Premi Ciutat de Barcelona) i ha estat traduït a l'anglès, francès i portuguès. Col·labora a les revistes Rockdelux i Jot Down.